# Charaxes arabica
Charaxes arabica är en fjärilsart som beskrevs av Riley 1931. Charaxes arabica ingår i släktet Charaxes och familjen praktfjärilar. Inga underarter finns listade i Catalogue of Life.